# Rally Dakar de 1983
El Rally Dakar de 1983, la quinta edición de esta carrera rally raid, se realizó del 1 al 20 de enero de ese año. El trayecto total de esta versión, que se extendió entre París y Dakar, fue de 12 000 km y se disputó por rutas de Francia, Argelia, Níger, Alto Volta, Costa de Marfil, Malí, Mauritania y Senegal.
Participaron en total 253 coches y 132 motocicletas, de los cuales llegaron a la final 94 y 29, respectivamente.

## Recorrido
| Etapa | Fecha          | Origen                    | Destino                   | Total (km) |
| ----- | -------------- | ------------------------- | ------------------------- | ---------- |
| 1     | 1 de enero     | París Francia             | Gremuses Francia          |            |
| 2     | 2 de enero     | Gremuses Francia          | Guarrigues Francia        |            |
|       | 3 – 4 de enero | Traslado a África         |                           |            |
| 3     | 5 de enero     | Argel Argelia             | Touggourt Argelia         | 771        |
| 4     | 6 de enero     | Touggourt Argelia         | Ouargla Argelia           | 171        |
| 5     | 7 de enero     | Ouargla Argelia           | Chebaba Argelia           | 442        |
| 6     | 8 de enero     | Chebaba Argelia           | Bordj Omar Idriss Argelia | 459        |
| 7     | 9 de enero     | Bordj Omar Idriss Argelia | Illizi Argelia            | 320        |
| 8     | 10 de enero    | Illizy Argelia            | Djanet Argelia            | 401        |
| 9     | 11 de enero    | Djanet Argelia            | Chirfa Níger              | 532        |
| 10    | 12 de enero    | Chirfa Níger              | Dirkou Níger              | 240        |
| 11    | 13 de enero    | Dirkou Níger              | Agadez Níger              | 617        |
| 12    | 14 de enero    | Agadez Níger              | Ingal Níger               | 115        |
| 13    | 15 de enero    | Ingal Níger               | Nara Mali                 | canc.      |
| 14    | 16 de enero    | Nara Mali                 | Timbreda Mauritania       | 162        |
| 15    | 17 de enero    | Timbreda Mauritania       | Kiffa Mauritania          |            |
| 16    | 18 de enero    | Kiffa Mauritania          | Kaédi Mauritania          | 307        |
| 17    | 19 de enero    | Kaédi Mauritania          | Tiougoune Senegal         | 470        |
| 18    | 20 de enero    | Tiougoune Senegal         | Dakar Senegal             | 130        |

## Vencedores por etapas
| Etapa   | Motocicletas         | Coches          |
| ------- | -------------------- | --------------- |
| 1       | Serge Bacou          | André Trossat   |
| 2       | Patrick Drobecq      | Pierre Lartigue |
| 3       | Enlace               | Enlace          |
| 4       | Gaston Rahier        | Jacky Ickx      |
| 5       | Philippe Vassard     | Jacky Ickx      |
| 6       | Philippe Vassard     | Jacky Ickx      |
| 7       | Hubert Auriol        | Jacky Ickx      |
| 8       | Hubert Auriol        | Rene Metge      |
| 9       | Hubert Auriol        | André Trossat   |
| 10      | Hubert Auriol        | Jacky Ickx      |
| 11      | Marc Joineau         | Rene Metge      |
| 12      | Cancelado            | André Trossat   |
| 13      | Cancelado            | Cancelado       |
| 14      | Serge Bacou          | Claude Marreau  |
| 15      | Enlace               | Enlace          |
| 16      | Patrick Drobecq      | André Trossat   |
| 17      | Grégoire Verhaeghe   | André Trossat   |
| 18      | Jean-Claude Morellet | Claude Marreau  |
| Fuente: |                      |                 |

## Clasificación final

### Coches
| Puesto | Piloto / copiloto                     | País    | Marca    |
| ------ | ------------------------------------- | ------- | -------- |
| 1      | Jacky Ickx / Claude Brasseur          | Francia | Mercedes |
| 2      | André Trossat / Jean Claude Briavoine | Francia | Lada     |
| 3      | Pierre Lartigue / P. Destaillats      | Francia | Rover    |

### Motos
| Puesto | Nombre          | País    | Marca  |
| ------ | --------------- | ------- | ------ |
| 1      | Hubert Auriol   | Francia | BMW    |
| 2      | Patrick Dobrecq | Francia | Honda  |
| 3      | Marc Joineau    | Francia | Suzuki |

### Camiones
| Puesto | Nombre                                              | País         | Marca         |
| ------ | --------------------------------------------------- | ------------ | ------------- |
| 1      | Georges Groine Thierry de Saulieu Bernard Malferiol | Francia      | Mercedes-Benz |
| 2      | Hasse Henriksson Sture Bernhardsson John Granäng    | Suecia       | Volvo         |
| 3      | Jan de Rooy Joop Roggeband Yvo Geusens              | Países Bajos | DAF           |

## Referencia
1. ↑  «DAKAR 2025 - Guía Historíca». www.dakar.com. Consultado el 31 de diciembre de 2024.

- Datos: Q898330
- Multimedia: Paris Dakar 1983 / Q898330